# セアラ (モニター)
セアラ (Ceará) はパラグアイ戦争中に建造されたブラジル海軍のモニター。パラ級。
船体は木製。満載排水量500トン、全長39m、垂線間長36.59m、幅8.54m、乾舷0.3m。衝角を有する。直動機関2基、ボイラー2基搭載、出力180図示馬力、2軸推進で速度は穏やかな水面で最大8ノット。兵装はホイットワース120ポンド前装砲1門。装甲は装甲帯が厚さ51mmから102mm、砲塔は前面152mm、側面102mm、後面76mm。
リオ・デ・ジャネイロの海軍工廠で建造。1866年12月8日起工。1868年3月22日進水。同年4月竣工。
1869年1月5日、「セアラ」などパラ級モニター5隻は「バイア」などともにアスンシオンからパラグアイの残存艦船の存在が報告されたManduvirá川へ向かう。1月6日、船を曳航している複数のパラグアイ船を発見。パラグアイ側は曳航していた船を沈めると、逃走した。1月7日に封鎖船に先をふさがれたため、ブラジル部隊は引き返した。5月には「パラ」はJejuy川とAraguaya川の封鎖部隊に加わっている。
4月、「セアラ」は「ピアウイ」、「サンタ・カタリナ」などとともに再びManduvirá川へ向かう。4月25日にYhagüy川のCaraguatay付近でパラグアイ船3隻を発見するも低水位のため接近できず、陸上からの攻撃も撃退された。
「セアラ」は1884年に解体された。